# Dansuri spaniole

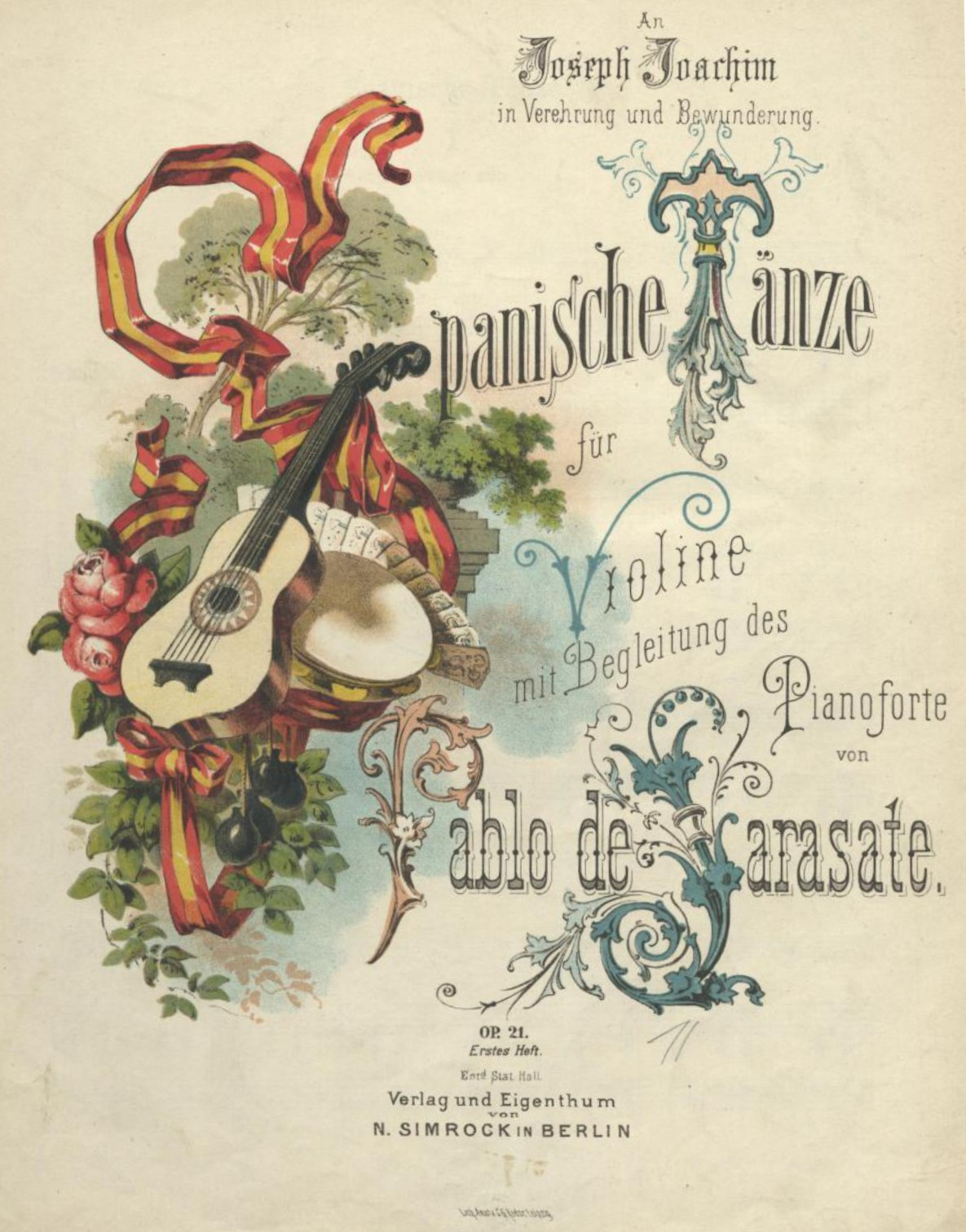
Coperta primei ediții a Cărții I

Dansurile spaniole (în spaniolă Danzas españolas, primul titlu publicat în germană Spanische Tänze) sunt o colecție de opt piese pentru vioară și pian compuse de Pablo de Sarasate între 1877 și 1882 și publicate în patru cărți, fiecare carte combinând două dansuri contrastante în ritm și caracter. Acestea se numără printre cele mai cunoscute lucrări ale lui Sarasate.

## Istorie
Dansurile spaniole au fost compuse pentru editorul german Fritz Simrock în 1877, care recunoscuse potențialul dansurilor populare europene prin succesul Dansurilor ungare de Johannes Brahms, fenomen văzut cu câțiva ani în urmă. Sarasate a compus opt piese, publicate de Simrock între 1878 și 1882 în patru cărți a câte două piese fiecare. Dansurile spaniole s-au dovedit a fi un mare succes comercial, iar alte zece piese au fost listate în catalogul lui Simrock drept cărțile V-XIV.

## Structură
Dansurile folosesc melodii populare în aranjamente mlădioase.

## Recepție
Dansurile spaniole au însemnat un succes imens pentru Sarasate, care le-a interpretat frecvent ca bisuri. Au reprezentat, de asemenea, un succes comercial, ceea ce a dus la un număr mare de retipăriri, precum și compunerea unor aranjamente muzicale pentru alte instrumente.
Leopold Auer, persoana căreia i-a fost dedicată Cartea a IV-a, a descris lucrările lui Sarasate drept „originale, inventive și eficiente, atât de călduros colorate de focul și romantismul țării sale natale”. 